# Prerafaeliții
Prerafaeliții, în engleză Pre-Raphaelites sau The Pre-Raphaelite Brotherhood (Confreria Prerafaelită), au fost un grup de pictori, poeți și critici de artă englezi, fondat în 1848 de John Everett Millais, Dante Gabriel Rossetti și William Holman Hunt, cu intenția de a reforma arta, refuzând ceea ce ei numeau reproducerea mecanică a operelor artiștilor manieriști, care i-au succedat lui Rafael și Michelangelo.
Tinerii artiști (cel mai în vârstă are 21 de ani!) reproșează academismului epocii victoriene, printre altele, faptul că exponenții lui recunosc o singură metodă în pictură: cea care derivă din arta lui Rafael. Această metodă rigidă și artificială - în opinia lor - așază desenul deasupra culorii, lumina de zi a atelierelor deasupra luminii exterioare din aerul liber, iar pe marii clasici deasupra tuturor pictorilor contemporani moderni. Prerafaeliții se interesează de pictorii cei mai vechi, mai cu seamă de maeștrii care l-au precedat pe Rafael, de aici și denumirea lor. În același timp ei studiază și creațiile artiștilor contemporani, cum sunt William Turner, Théodore Géricault, Eugène Delacroix sau Jean Auguste Ingres, dar și ale coloriștilor vechi ca Giorgione și Rubens. Își aleg temele din domenii diverse: din literatură și mitologie, din Biblie, din evenimentele sociale, dar și din natură, neuitând nici imaginația proprie. Eliberarea picturii de academism înseamnă și respingerea idealismului academic, menținând o legătură mai strânsă și mai reală cu natura.

## NaștereaConfreriei Prerafaelite
Millais și Hunt și-au exprimat deschis în fața colegilor lor de la Royal Academy părerea negativă asupra convențiilor la care discipolii și epigonii l-au redus pe Rafael. De aceea până la urmă ceilalți studenți i-au numit - în mod ironic - prerafaeliți, însă tinerii artiști și-au asumat porecla, așa cum vor face mai târziu și impresioniștii. Autorul ideii de a constitui o asociație "secretă" a fost Dante Gabriel Rossetti, prieten al lui Hunt, fiu al unor emigranți politici italieni. În septembrie 1848 - an revoluționar - ei înființează "Confreria Prerafaeriților" (The Pre-Raphaelite Brotherhood - P.R.B.), din care mai fac parte catolicul mistic James Collison, criticul de mai târziu F.G. Stephens, sculptorul Thomas Wollner și William Michael Rosetti, fratele lui Dante Gabriel, care va fi secretarul asociației și va redacta programul grupului. Au căzut de acord să nu semneze tablourile pictate, ci să folosească toți inițialele P.R.B., a căror semnificație trebuia să rămână secretă. Anticipând pe simboliști, prerafaeliții au atras atenția asupra legăturii picturii cu alte arte, în special cu muzica și poezia.

## Primele expoziții
Autorul primei lucrări prezentate public a fost Rosetti, în 1849, cu ocazia expoziției "Free Exhibition" din Londra, cu o lucrare semnată P.R.B. În același an apar noi tablouri, semnate cu aceleași inițiale misterioase, la expoziția Academiei Regale. După o serie de expuneri, inițialele sunt descifrate și atacarea "prințului picturii" Rafael provoacă scandal. Criticii sunt șocați și de abordarea prea realistă - după părerea lor - a temelor sacre. Unii observatori mai moderați subliniază însă valorile artistice evidente ale tablourilor expuse. Singurul critic care se decide să-i apere public este John Ruskin, cu multă influență în lumea artistică. La începutul lunii mai 1851 acesta a publicat două scrisori în ziarul "The Times", în care - printre altele - a scris: " ... în măsura experienței acumulate, (acești pictori) vor fi capabili să întemeieze în țara noastră o școală artistică excepțională pe care lumea nu a văzut-o de trei sute de ani." După apariția acestor articole îndrăznețe opinia publică s-a schimbat, iar operele prerafaeliților au ajuns să fie elogiate.

## Sfârșitul Confreriei Prerafaelite

William Holman Hunt: Păstorul tocmit, 1851

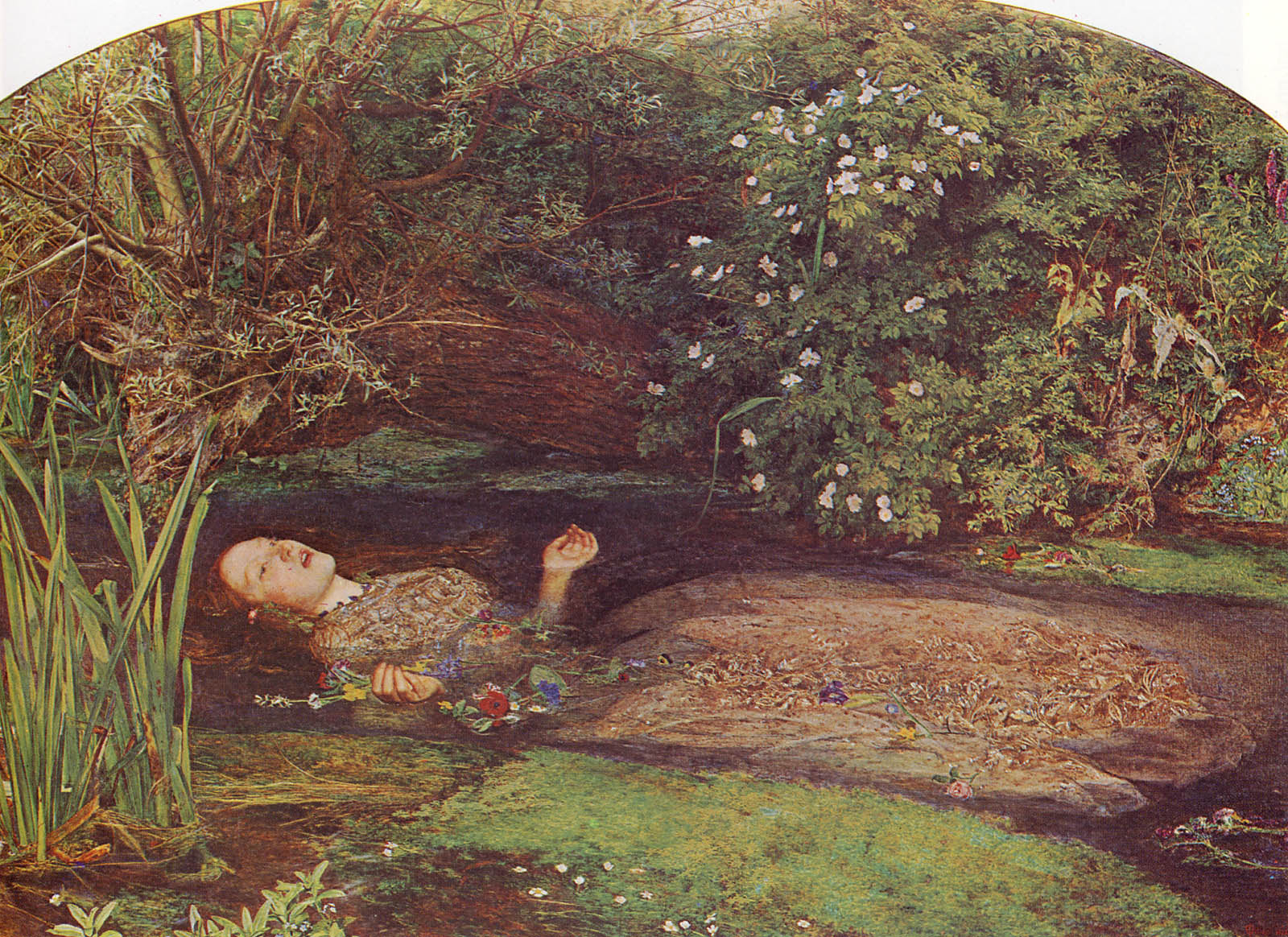
Ofelia 1852, Tate Gallery, Londra

La un an după intervenția lui Ruskin prerafaeliții s-au bucurat de un mare succes. Tabloul lui John Everett Millais, intitulat Ofelia (1852), are un răsunet uriaș. Paradoxal însă, în anul următor grupul s-a destrămat. Motivele au fost multiple: în 1853 Millais fusese ales membru extraordinar la "Royal Academy", și cu aceasta revenise la stilul conservator al academismului. În același an Hunt a întreprins o călătorie în Egipt și Palestina și, la întoarcere, și-a schimbat fundamental principiile sale estetice. După asemenea dezertări Rossetti a rămas singurul care a continuat tradițile prerafaelite. Le-a transmits lui Edward Burne-Jones, prin activitatea căruia estetica prerafaeliților a influențat, într-o anumită măsură, Franța și întreaga Europă. În 1857 a fost organizată la Londra o importantă expoziție cu lucrările lor. Dar Confreria nu mai exista deja de trei ani...

## Lista artiștilor

### Confreria Prerafaelită
- James Collinson (pictor)
- William Holman Hunt (pictor)
- John Everett Millais (pictor)
- Dante Gabriel Rossetti (pictor, poet)
- William Michael Rossetti (critic)
- Frederic George Stephens (critic)
- Thomas Woolner (sculptor, poet)

### Artiști asociați

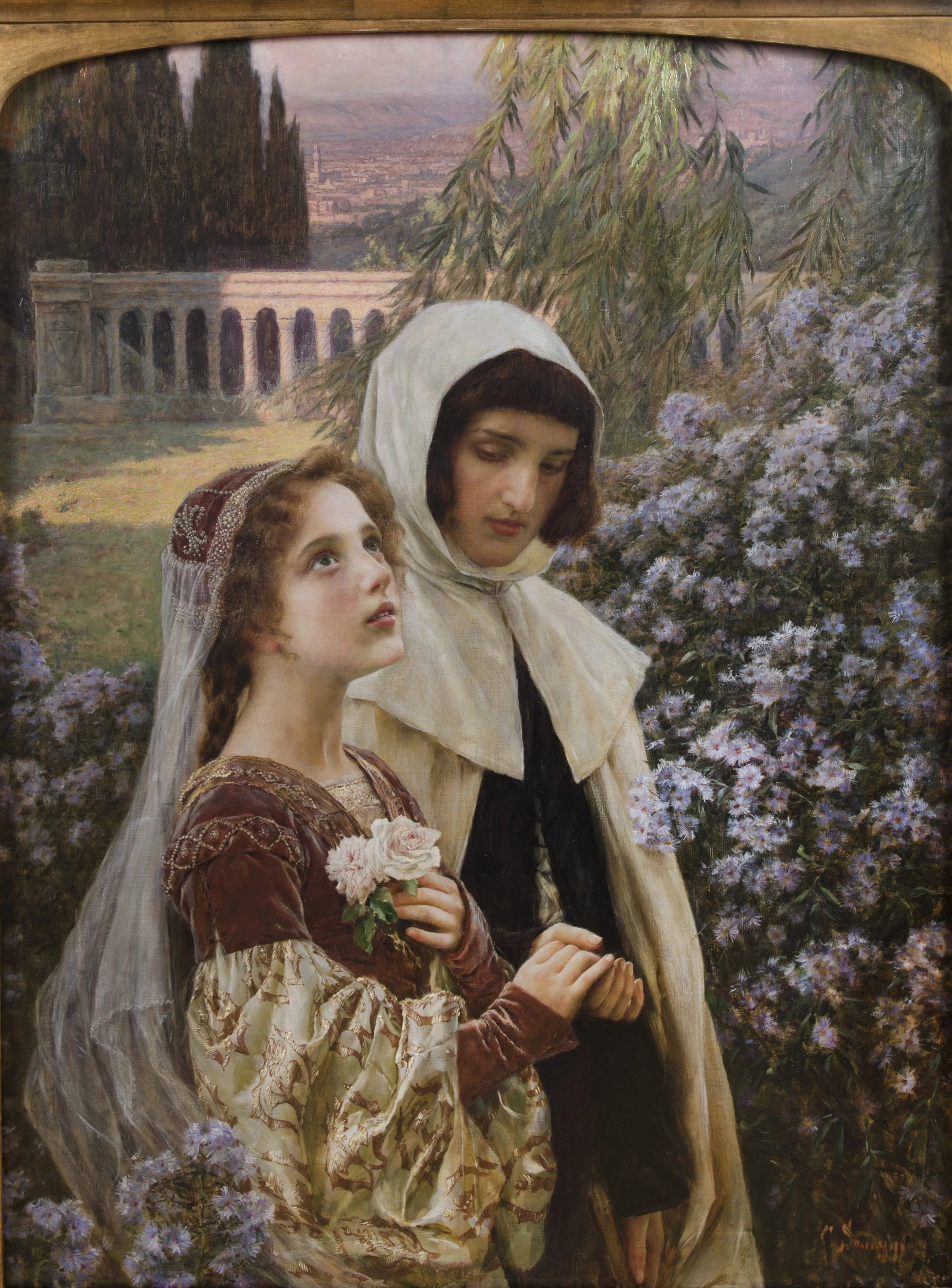
Incipit vita nova, Dante și Beatrice în grădină, lucrare în stil prerafaelit de Cesare Saccaggi da Tortona.

- Incipit vita nova, Dante și Beatrice în grădină, lucrare în stil prerafaelit de Cesare Saccaggi da Tortona.Ford Madox Brown (pictor, desenator)
- Charles Allston Collins (pictor, scriitor și ilustrator)
- Edward Burne-Jones (pictor, desenator)
- Thomas Cooper Gotch (pictor)
- Arthur Hughes (pictor)
- Jane Morris (model)
- May Morris (desenatoare)
- Christina Rossetti (poetă)
- John Ruskin (critic)
- Elizabeth Siddal (pictoriță, poetă și model)
- Algernon Swinburne (poet)
- John William Waterhouse (pictor)
- William Morris (desenator, scriitor)
- Cesare Saccaggi (pictor)